# Сергеев, Иван Николаевич
Иван Николаевич Сергеев (14 сентября 1904 — 2 августа 1944) — участник Великой Отечественной войны, командир 7 роты 3-го батальона 545-го стрелкового полка 389-й Бердичевской стрелковой дивизии (3-я гвардейская армия, 1-й Украинский фронт). Герой Советского Союза, старший лейтенант.

## Биография
Иван Николаевич Сергеев родился 14 сентября 1904 года в деревне Урынок в семье крестьянина. Русский. Окончил торфяной техникум, работал заместителем директора торфопредприятия. Член ВКП(б) с 1927 года. В Красной Армии с 1941 года.
На фронте в Великой Отечественной войне с июля 1944 года на 1-м Украинском фронте.
Во время форсирования Вислы районе севернее города Сандомир (Польша) силами 545-го стрелкового полка 389-й стрелковой дивизии 29 июля 1944 года И. Н. Сергеев первым повёл свою роту в составе 30 человек форсировать реку под ураганным артиллерийским и пулемётным огнём противника.
Не доплыв 5—6 метров до западного берега реки, лодку, где находился старший лейтенант Сергеев, опрокинула взрывная волна от разрыва снаряда. Бесстрашный командир вплавь повёл людей на западный берег и, вцепившись за землю, ни шагу назад не отошёл. За двое суток он со своим подразделением отбил 9 вражеских атак превосходящих сил противника. В строю осталось только 11 человек, которые продолжали сражаться, закрепляя за собой плацдарм. Закрепившись на западном берегу реки Висла, он обеспечил переправу подразделениям полка.
Старший лейтенант Сергеев погиб в бою 2 августа 1944 года. Звание Героя Советского Союза присвоено 23 сентября 1944 года. Похоронен в деревне Грудза (Grudza), гмина Радомысль-над-Санем, Сталёвовольский повят, Подкарпатское воеводство, Республика Польша.

## Награды
- Медаль «Золотая Звезда» Героя Советского Союза (Указ Президиума Верховного Совета СССР от 23.09.1944 года);
- орден Ленина (Указ Президиума Верховного Совета СССР от 23.09.1944 года).

## Память
- Именем И. Н. Сергеева названы улица и школа № 39 в пгт имени Воровского Ногинского района Московской области, улица в деревне Урынок.